# Рекомбинация (физика полупроводников)
Рекомбинация — исчезновение пары свободных носителей противоположного заряда (электрона и дырки) в среде с выделением энергии.
В полупроводниках возможны следующие варианты рекомбинации:
- межзонная — непосредственный переход электронов из зоны проводимости в валентную зону (в последней имеются дырки), существенна в собственных полупроводниках и полупроводниках с узкой запрещённой зоной с минимальным количеством дефектов;
- через промежуточные уровни в запрещённой зоне, существенна в примесных полупроводниках;
- на поверхностных состояниях (поверхностная рекомбинации); проявляется в образцах специальной геометрии с больши́м значением поверхности на единицу объёма.

При рекомбинации носителей выделяется энергия, передаваемая частицам или квазичастицам. В зависимости от типа таких частиц-«приёмников энергии» выделяются:
- излучательная рекомбинация — энергия уносится фотонами;
- безызлучательная рекомбинация — энергия передается фононам или другим частицам (оже-рекомбинация).

Процесс обратный рекомбинации называется генерацией; она состоит в возбуждении электрона из валентной зоны (где формируется дырка) в зону проводимости при нагреве, освещении образца или ударе кристаллической решётки уже наличествующим свободным электроном с достаточной энергией.